# 田中彩佳
田中 彩佳（たなか さいか、1975年1月9日 - ）は東京都出身の日本の女優、タレント。血液型はA型。ファミリーアーツ所属。
現在は星さいか名義で歌手・女優活動を行っている。

## 出演作品

### 映画
- ウルトラマンティガ THE FINAL ODYSSEY（2000年） - マイの友達

### テレビドラマ
- ウルトラシリーズ
  - ウルトラマンダイナ 第19話「夢幻の鳥」・第40話「ジャギラの樹」（1998年） - 看護婦・サヤカ
  - ウルトラマンガイア 第19話「迷宮のリリア」〜第51話「地球はウルトラマンの星」（1999年） - XIGオペレーター・鵜飼彩香 ※準レギュラー
- 恋愛中毒 第3話「私全部告白します」（2000年）